# Babau (programma televisivo)
Babau è stato un programma televisivo registrato nel 1970, ma trasmesso nell'agosto del 1976. Scritto da Paolo Poli e da Ida Omboni e condotto da Poli con la regia affidata a Vito Molinari. Il programma fu composto di quattro puntate.

## Programma
Le puntate a singolo tema: mammismo, conformismo, arrivismo e intellettualismo videro la partecipazione di Umberto Eco, Paolo Villaggio, Cesare Zavattini, Liala, Camilla Cederna e l'esibizione di Fabrizio De Andrè.